# BasiL
BasiL（バジル）は、日本にかつて存在していた有限会社バジルのアダルトゲームブランド。

## 沿革
当時同人活動をしていた西又葵らが社長に誘われ、設立された。西又の原画によるヒット作を連発したが、開発スタッフと社長の親族との対立により、2003年（平成15年）1月までに所属スタッフ全員が解雇。会社は休止状態となった。自主退社したスタッフの多くはNavelの設立に参加している。
2007年（平成19年）末に活動を再開。2008年（平成20年）1月28日にホームページ上で活動再開が発表され、10月31日に『それは舞い散る桜のように 完全版』が発売された。2009年（平成21年）7月31日には、かつて制作した『Bless 〜close your eyes, open your mind.〜』『21-Two One-』やミニゲーム、新作『ロンド-O-va-chua-』の体験版などを収録した『もぎたてBasiL! -commencement-』が発売された。
2009年（平成21年）12月18日、『ロンド-O-va-chua-』のタイトルを変更した新作『ReBirth -記憶へ紡ぐ輪舞曲-』が発売決定したと告知された。BasiLが活動を再開してからは初のオリジナル作品であり、2010年（平成22年）春発売予定と発表された。しかし、雑誌では『BugBug』2010年3月号（2月3日発売）を最後に新規情報が出ておらず、表立った活動が無くなり消滅したと思われる。

## 作品一覧
- 2000年（平成12年）9月8日 - Bless 〜close your eyes, open your mind.〜
- 2001年（平成13年）5月25日 - 21-Two One-
- 2002年（平成14年）6月28日 - それは舞い散る桜のように
- 2008年（平成20年）10月31日 - それは舞い散る桜のように 完全版
- 2009年（平成21年）7月31日 - もぎたてバジル! -commencement-